# جنود على الأرض
جنود على الأرض: (احذيةعلى الارض) شهر مع الفرقة المحمولة جواً 82 في معركة العراق هو كتاب كتبه الصحفي كارل زينسمايستر، الذي كان مدمجًا مع الفرقة المحمولة جواً 82 الشهيرة خلال الأيام الأولى من حرب العراق.

## أصل العنوان
```
تعبير "الأحذية على الأرض" هو مثال على 
مجاز مرسل
 وله تاريخ طويل في مصطلحات الجيش. يعود استخدامه على الأقل إلى الضابط البريطاني 
روبرت غرينجر كير طومسون
، استراتيجي جهود مكافحة التمرد البريطانية ضد جيش التحرير الوطني الملايوي خلال 
الطوارئ المالايوية
 (1948-1960). يرتبط المصطلح أيضًا بالجنرال 
وليام ويستمورلاند
 وتدخل الولايات المتحدة في فيتنام، خصوصًا الزيادة الكبيرة في القوات من 1965 إلى 1968.
```

يُستخدم المصطلح للتعبير عن الاعتقاد بأن النجاح العسكري لا يمكن تحقيقه إلا بالحضور الفعلي المباشر للقوات في منطقة الصراع. وقد صيغ هذا المصطلح للتعبير بشكل مختصر عن وجهة نظر مضادة للاعتقاد بأن وسائل أخرى مثل القصف الجوي، الحوافز الاقتصادية، أو الاستخبارات عبر الأقمار الصناعية يمكن أن تحقق النصر. في أوائل القرن الحادي والعشرين، كان المصطلح مرتبطًا بشكل خاص بعمليات مكافحة التمرد.

## عن الكتاب
الأحذية على الأرض هو سرد لحرب العراق مع اللواء الثاني من الفرقة المحمولة جواً 82 أثناء تحركهم شمالًا من الكويت إلى قاعدة طليل الجوية العراقية، في طريقهم إلى معارك ليلية ونهارية داخل مدينة السماوة الكبرى وجسورها عبر نهر الفرات. يحاول زينسمايستر، المراسل الميداني المدمج مع الفرقة، نقل التخطيط التفصيلي والتنفيذ التقني الذي تشكله الحرب الحديثة اليوم. يقدم الكتاب وصفًا حيًا للمعارك المحلية والتفاعلات المستمرة بين الجو والأرض، والتي تُعد من الابتكارات الرئيسية في القتال الدقيق الحديث.

## عن المؤلف
كتب كارل زينسمايستر كتاب الأحذية أثناء عمله كمحرر في مجلة The American Enterprise. في مايو 2006، عُين مساعدًا للرئيس للشؤون السياسية الداخلية. وهو زميل في برنامج جي. بي. فوكوا في معهد المشروع الأمريكي، حيث شملت أبحاثه الاتجاهات الديموغرافية والاجتماعية، والاقتصاد، والسياسة، والموضوعات الثقافية. إلى جانب The American Enterprise، نُشرت أعماله في مجلات مثل The Atlantic Monthly وريدرز دايجست.
كتب زينسمايستر عدة كتب أخرى بالإضافة إلى الأحذية على الأرض.

## تفاصيل الكتاب
- (ردمك 0-312-99608-X)
- الأشكال: غلاف صلب، غلاف ورقي
- تاريخ النشر: سبتمبر 2003
- الناشر: St. Martin's Press